# Ázerbájdžánská literatura

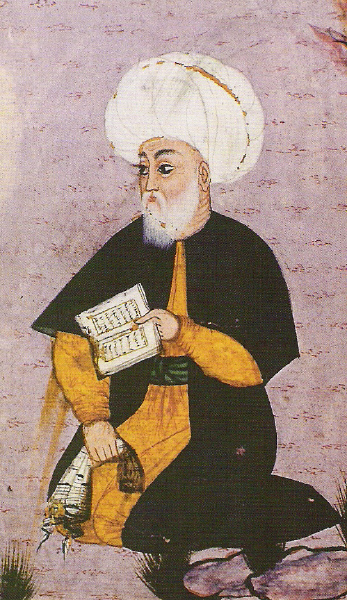
Muhammad Füzuli neboli Mehmed bin Sülejman (1494–1556) bývá pro svou básncikou tvorbu v ázerbájdžánštině považován za zakladatele tohoto jazyka

Ázerbájdžánská literatura je soubor literárních děl, která byla složena či napsána Azery, v Ázerbájdžánu nebo v ázerbájdžánštině, například v rámci diaspory. U předmoderních autorů je ovšem jednoznačné přiřazování obtížné, neboť historické jazykové, etnické a kulturní hranice se nekryjí s hranicemi moderních států. Na rozdíl od přilehlých křesťanských zemí, Arménie a Gruzie, které se snažily vzdorovat mocným muslimským sousedům, Ázerbájdžán ve své literární tvorbě hojně čerpal z literatury arabské, perské a turecké a spisovatelé zde často v příslušných jazycích psali svá díla.
V 10. století na území dnešního Ázerbájdžánu pronikly turkické národy a začala vznikat také turkická literatura, později zaznamenávaná i písemně – nejstarším dochovaným eposem je Kniha děda Korkuta (Kitab-i dede Korkut). V průběhu středověku psali tvůrcové na ázerbájdžánském území povětšinou persky, přičemž k největším lyrikům patří Katran Tabríží (11. století), který zpracovával ve své poezii četné azerské motivy, a Nizámí Gandžaví (1141–1209). Část autorů psala také arabsky. Ázerbájdžánská tvorba patřila k lidové slovesnosti a byla psána ve slabičném verši (hedže). Všechny tři literární jazyky ovládal významný básník Imadaddin Nasimi (1370–1470), za své heretické názory později popravený derviš. Ve třech jazycích psal také Muhammad Füzuli (1502–1556), považovaný za zakladatele spisovné ázerbájdžánštiny. Své zpracování poémy Lajlá a Mandžún zasadil do rodné země. V 18. století vynikl satirik a milostný lyrik Molla Panah Vagif (1717–1787), v 19. století básník a dramatik Mirza Šafi Vazeh (asi 1796–1852). Realistické tendence vnesl do ázberbájdžánské tvorby pod ruským vlivem Mirzə Fətəli Axundov (1812–1876), na kterého navázali Mirza Alakbar (1862–1911) a Džalil Mammedguluzade (1866–1932), oba protifeudálně zaměření a inspirovaní Gogolem.
Po obsazení Ázerbájdžánu Rudou armádou v roce 1920 a pozdějším ustavení Ázerbájdžánské sovětské socialistické republiky jako součásti Sovětského svazu se písemnictví dál vyvíjelo v úzkém sepětí s ruskou literaturou. K oblíbeným autorům 20. století patřili básník a dramatik Samad Vurgun (1906–1956) či básník a dramatik Sulajman Rustam (1906–1987), angažovaným básníkem a překladatelem byl rovněž Rasul Rza (1910–1981). Jeho syn Anar Rzajev (* 1938) se pak stal významným autorem satirických povídek a novel. Romány psal Vurgunův syn Jusúf Samadoglu (* 1938), autor humanistického založení, nebo Elčin Äfändijev (* 1943), dlouholetý vicepremiér a autor filosofické prózy Mahmúd a Marjam. Po rozpadu Sovětského svazu v roce 1991 se ázerbájdžánská literatura musela potýkat s novými výzvami uměleckými i etickými – palčivá je zejména otázka války o Náhorní Karabach. Kromě autorů starší generace byla na konci 20. století a na počátku 21. století plodná také celá řada mladších spisovatelů: kromě jiných Ejvaz Zejnalov (narozen 1950), Aslan Kulijev (narozen 1957), Orchan Fikretoglu (narozen 1966) či Ilkar Fehmi (narozen 1975).